# Lanexang United Football Club
Il Lanexang United Football Club, meglio noto come Lanexang United, è una società calcistica laotiana con sede nella città di Vientiane.

## Palmarès

### Competizioni nazionali
- Lao Premier League: 1

2016